# Руїна (пісня)
Руїна — пісня, кліп з аудіоальбому «Добряк» українського гурту «Скрябін» у виконанні Андрія Кузьменка (Кузьми Скрябіна), який вийшов у липні 2013 року.
Кадри кліпу до пісні були зняті протягом чотиригодинної поїздки західноукраїнськими автодорогами (Н10, Н18, М19 (E85)) взимку 2013 року по маршруту Миколаїв — Калуш — Івано-Франківськ — Нижнів (також міст через Дністер) — Монастириська — Струсів — Тернопіль — Кременець — Дубно — Луцьк. Кліп опубліковано на YouTube 13 лютого 2013 року.
За звучанням більше нагадує демо-запис. На концертах не виконувалась. 

## Після смерті Кузьми
Після трагічної загибелі співака Андрія Кузьменка у результаті зіткнення з молоковозом, цей кліп почали називати пророчим. Адже у ньому на зустріч авторові рухається молоковоз на мості через Дністер біля Нижнева, анологічний тому, від зіткнення з яким загинув співак. Далі він проїжджає будівлю ритуальних послуг.